# Edward A. Murphy
Edward Aloysius Murphy, Jr (ur. 11 stycznia 1918; zm. 17 lipca 1990) – amerykański inżynier lotniczy prowadzący prace doświadczalne z zakresu symulacji wypadków lotniczych w bazie sił powietrznych Holloman w Kalifornii. Pracował nad kluczowymi systemami bezpieczeństwa statków powietrznych. Znany dzięki publikacji prawa Murphy’ego.

## Życiorys
Urodził się 11 stycznia 1918 roku w Strefie Kanału Panamskiego. Był najstarszy z piątki rodzeństwa. Ukończył liceum w New Jersey. Był absolwentem Akademii Wojskowej Stanów Zjednoczonych w West Point, którą ukończył w 1940. W tym samym roku zaciągnął się do United States Army, gdzie w 1941 przeszedł szkolenie pilotażu w Korpusie Powietrznym Armii Stanów Zjednoczonych. Podczas II wojny światowej służył w teatrze azjatycko-pacyficznym w Indiach, Chinach i Mjanmie, gdzie został awansowany do stopnia majora.
Po zakończeniu działań wojennych w 1947 roku Murphy przystąpił do Air Force Institute of Technology. Pełnił funkcję kierownika prac badawczo-rozwojowych w wydziale Wright Air Development Center w WPAFB. Pracował nad skutkami deakceleracji pilota podczas hamowania fotela umieszczonego na wózku szynowym napędzanym silnikiem rakietowym przy projekcie MX981 z 1949. Doświadczenia z tych prac doprowadziły do rozpowszechnienia wniosków znanych jako prawo Murphy’ego, które uproszczono do „Wszystko, co może pójść źle, pójdzie źle”. Murphy był niezadowolony z powszechnie przyjętej interpretacji jego prawa, jako wnioskowanie o „złośliwości przedmiotów martwych”.
Murphy postulował, aby kluczową zasadą projektowania wszelkich działań było przewidywanie i przygotowanie do wydarzeń tak, jak gdyby w trakcie tych działań następował najgorszy z możliwych scenariuszy wydarzeń. W 1952 odszedł z USAF.
Pracował nad systemami ewakuacji załóg znanych eksperymentalnych statków powietrznych XX wieku, w tym F-4 Phantom II, XB-70 Valkyrie, SR-71 Blackbird, B-1 Lancer, i X-15.
W latach sześćdziesiątych pracował nad problemami bezpieczeństwa i systemami podtrzymywania życia w programie Apollo.